# Viewsonic
És un dels principals fabricants de productes de tecnologia visual. Es va fundar l'any 1987 per James Chu. La seu principal de Viewsonic es troba a Wilnut, Califòrnia, Estats Units d'Amèrica. La companyia té un capital en les seves ventes de més d'1 bilió de dòlers annuals a tot el món. Els seus productes són principalment de tecnologia visual, com per exemple pantalles digitals, monitors, projectors, viewboard, etc. (monitors CRT, Pantalles de LCD, pantalles de plasma, televisorsHDTV y productes mòbils, fins i tot Tablet PC).

## Història
L'empresa va ser fundada per James Chu, un proveïdor mundial líder en productes de pantalles de visualització. Va néixer a Taiwán i va ocupar diversos llocs de treball abans d'emigrar cap als Estats Units l'any 1986 per convertir-se en el president d'una empresa fabricant de teclats taiwanès. L'any 1987, Chu va llençar Keypoint Technology Corporation, una empresa de distribució especialitzada en perifèrics per computadors com els subministraments d'alimentació, teclats i monitors. El 1990, l'empresa va presentar una marca de monitors en color: ViewSonic. Poc després, James Chu va canviar el nom de l'empresa a ViewSonic per tal d'enfasitzar el seu objectiu: desenvolupar i oferir productes de pantalles de visualització avançada a un preu assequible.
Avui dia, l'empresa ha guanyat més de 2000 premis i recomanacions a la qualitat. El 2004, CRN Arxivat 2019-12-16 a Wayback Machine. va reconèixer ViewSonic com "Channel Champion",el proveïdor de monitors líder als Estats Units.